# سكوت ديفيدسون
سكوت ديفيدسون (بالإنجليزية: Scott Davidson)‏ هو لاعب اللاكروس أمريكي، ولد في 9 أبريل 1982 في غويلفورد في الولايات المتحدة.